# ESSEC Business School
Az ESSEC Business School egy 1907-ben alapított európai felsőoktatási intézmény, amely az üzleti tudományok terén nyújt posztgraduális képzést. Öt campusa van, Cergyben, La Défenseban, Szingapúrban, Rabatban és Mauritiuson.
2015-ben az ESSEC a Financial Times rangsora szerint a legjobb 16 európai üzleti iskola között szerepelt. A Financial Times világranglistáján a Master in Management program 2016-ban az harmadik.
Az iskola programjai AMBA, EQUIS és AACSB hármas akkreditációval rendelkeznek. Az intézmény legismertebb végzősei közé olyan személyiségek tartoznak, mint Tony Estanguet (Olimpiai bajnok) vagy Fleur Pellerin (Miniszter).